# 외계생명

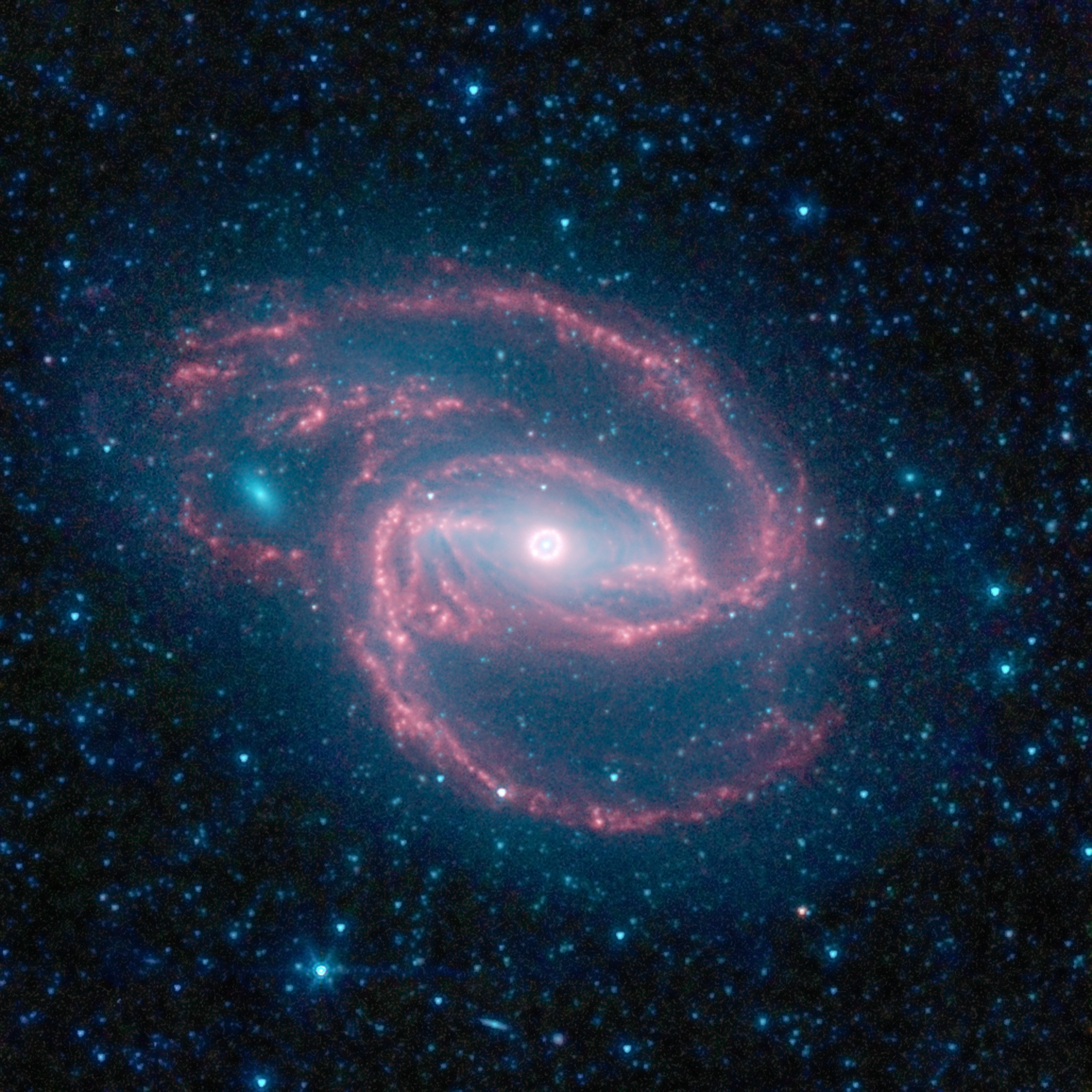
우주에 포함된 은하계의 모습.

외계생명(外界生命, 영어: extraterrestrial life 또는 alien life)은 지구가 아닌 공간에 사는 생명을 지닌 존재를 가리킨다. 다른 명칭으로 외계생물 또는 사람에 빗댄 외계인 등이 있으며, 영어에서 온 에일리언 등의 명칭도 있다.

## 생리학
지구 상의 생명체는 탄소 화합물과 용매로 물을 사용하는 화학 반응에 기초하고 있다. 이들 원소의 풍부함과 유용함으로 미루어 볼 때, 외계의 생명체도 비슷한 방식을 사용하리라고 생각된다. 탄소 대신 실리콘이나 물 대신 암모니아를 사용하는 대체생화학이 제안되기도 하였다.
생명체가 사용하는 에너지의 근원으로 가장 먼저 생각할 수 있는 것은 항성의 열이다. 그 외에 행성 내부의 열이나 기조력에 의한 마찰열을 에너지원으로 생각해 볼 수 있다.
최근 생명체에게 치명적인 것으로 알려진 비소를 넣은 배양액으로 박테리아를 배양하는 데 성공했다는 NASA의 발표가 있었다. 발표에 따르면, 미국 캘리포니아주의 모노호의 바닥에 있는 침전물에서 발견된 박테리아 GFAJ-1을 이 같은 방법으로 배양하자, 비소가 생명체의 필수 6대 원소의 하나로 알려진 인을 대신하는 역할을 하였음을 확인한 것이다. 이는 외계 생물이 지구상에 있는 생명체와는 다른 생화학 구조를 가질 수 있음을 증명한 셈이다.
그러나 이는 사실이 아닌 걸로 밝혀졌다. 2년 후인 2012년 7월 초 PhysOrg, National Geographic, Live Science, Astrobiology Magazine 등은 펠리사 울프 사이먼(Felisa Wolf-Simon)의 주장이 틀렸음이 확인됐다고 발표했다. 그 생물체는 유전암호에 비소가 아니라, 인을 필요로 함을 확인했다. 학자들은 각 행성들마다의 기후 및 대기 상태 등을 토대로 여러 가지 모습의 외계인을 표현하기도 한다.

## 역사
세계에서 가장 먼저 외계 생명의 존재를 주장한 사람 중에서는 16세기 이탈리아의 철학자 조르다노 브루노가 있다. 그는 우주는 무한하므로 지구 말고도 많은 행성계가 있으며, 그곳에도 지구처럼 생물이 존재할 것이라고 주장했다. 아울러 갈릴레이와 코페르니쿠스 같은 당대의 유명한 학자들도 우주는 무한히 넓기 때문에 다른 생물체가 살고 있다고 강력히 주장했다.
유럽 대륙에서는 르네상스 시대에 접어들면서 천문학이 발달되었다. 다윈의 진화론에 입각하여 넓고 넓은 우주에 외계인 존재의 가능성을 예측했다.
한국에서는 조선 중기의 실학자 홍대용이 중국의 우주 서적을 통해서 외계인의 존재에 대해 처음으로 언급하였다.

### 동물원 가설
동물원 가설(Zoo hypothesis)은 물리학자인 다윈이 주장한 이론이다. 우주 안에 있는 지적 생명체가 생명체의 다양성을 위해 지구에 접근하지 않는다는 가설이다. 이는 다윈의 진화론과 일맥상통하는 부분이 많으며, 종족의 보존과 유지를 위해서 지구에 살고 있는 인간보다 더욱 뛰어난 외계 종족들이 일부러 지구에 접근하지 않고 다른 행성들을 탐사하는 경우이다. 만약 지적 생명체가 지구에 멋대로 접근하여 지구에 있는 인간들을 멸종시킨다면 우주의 생태계가 망쳐진다는 이유 때문에, 지적 생명체가 아무리 우주 안에서 모든 분야가 발달되었다고 해도 절대로 지구를 포함한 다른 미개한 행성들에는 접근을 하지 않는다는 것이다.

### 페르미 역설
페르미 역설(Fermi paradox)은 물리학자인 엔리코 페르미가 주장한 이론이다. 1950년 여름 어느 날 미국의 로스앨러모스에서 에드워드 텔러, 허버트 요크, 에밀 코노핀스키와 함께한 식사 중 대화에서 "모두 어디 있지?"라고 질문한 것에서 시작되었다. 그러나 엔리코 페르미가 이에 대한 답을 내놓진 않았으며, 이 질문에 대한 답은 흥미를 갖게 된 사람들에 의해서 내려졌다. 그 답은 '낙관주의자의 주장대로라면 수많은 외계 문명이 존재하여 우리 문명보다 더 앞서며 고도의 과학이 발달해 있다. 그래서 그들은 활동 영역을 확장하고자 할 것이기에 지금 여기에 있어야 한다. 그러나 우리같은 비관주의자의 주장은 그들이 여기에 존재하지 않기에 그들은 존재하지 않는다.'였다. 이 생각은 페르미의 생각에 반대되었기 때문에 질렛에 의해 페르미 역설이라고 불리게 됐다.

## 외계생명체의 존재

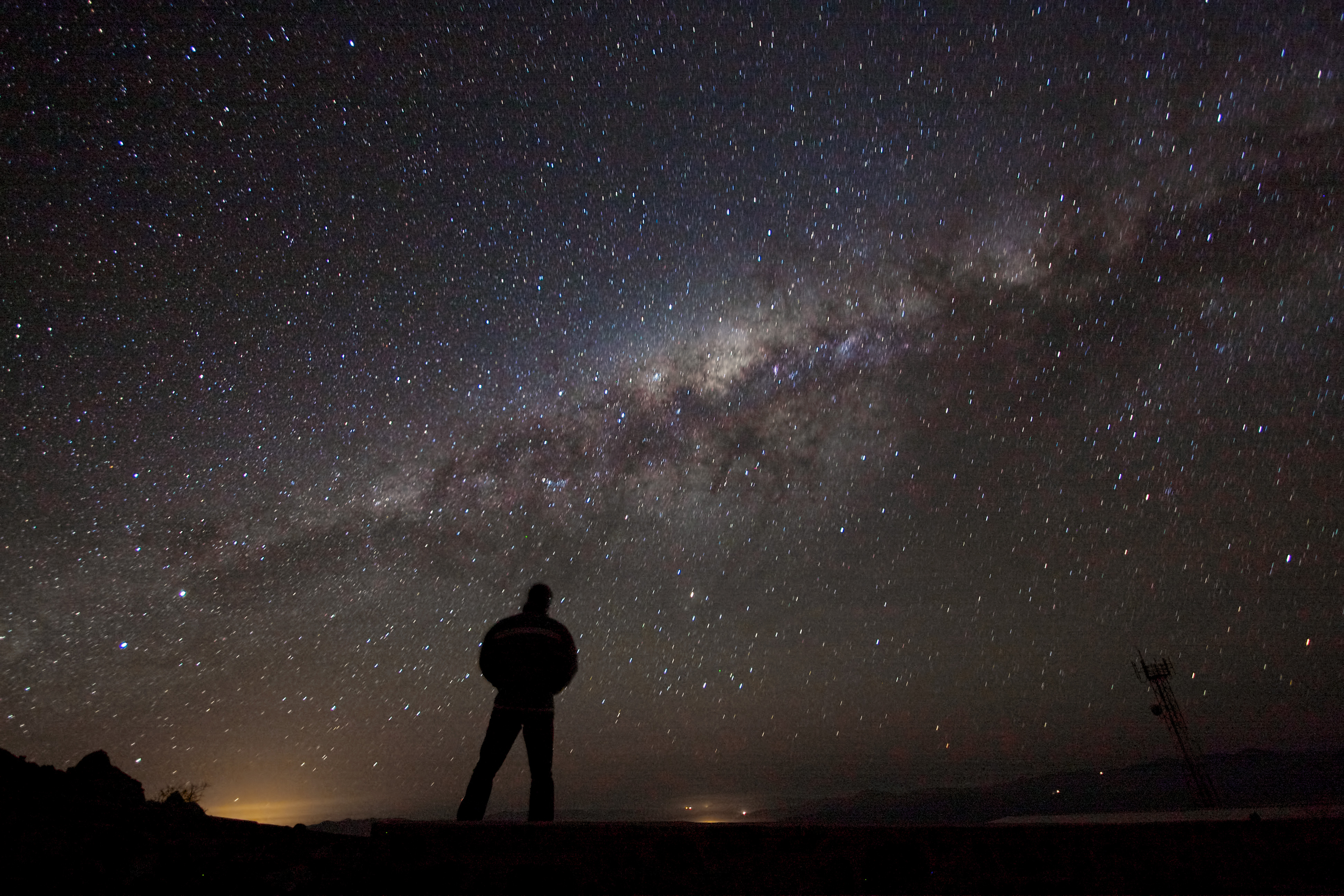
칠레의 아타카마 사막에서 은하수를 관찰하고 있는 사람

실제로 지구 내에서 생명체가 존재할 수 있는 조건은 아주 다양해서 햇빛이 전혀 닿지 않는 지하 깊숙한 곳이나 심해에서도 생명체가 살고 있으며, 심지어 산소 없이 살아가는 생물도 발견되고 있다. 이에 따라 과학자들 중에는 미생물 수준의 생명체는 우주에서 흔하고, 어쩌면 태양계 내에서도 존재할 수 있다고 주장한다. 이웃 행성인 화성 및 목성의 위성 유로파와 토성의 위성 타이탄의 환경이 지구의 극한 환경과 크게 다르지 않아 이들 천체에서는 생명체가 존재할 확률이 있다고 본다. 태양계 내에서 생명체를 찾는 방법은 탐사선을 직접 보내는 방식이 가장 확실하다. 미국의 NASA는 지구를 제외한 태양계 내부의 생명체 탐사에 박차를 가하고 있으며, 일부 탐사선은 화성에서 물의 존재를 밝혀내는 등 그 가능성을 확인하고 추가적인 탐사 활동을 진행하고 있다.

## 외계행성 탐사
지구에서 행성까지 거리가 너무 멀어 대부분의 연구는 외계 행성을 직접관측하는 방식이 아니라 여러 가지 간접적인 방법을 활용해 조사를 한다.
가장 용이하게 많이 쓰는 방 도플러 효과를 이용하는 것이다. 스스로 빛을 낼 수 없는 행성은 별에 비하면 너무 어두워 직접 관측이 불가능하지만, 행성에 의한 중심별의 미세한 떨림 현상은 관측할 수는 있다. 별은 행성에 비해 질량이 매우 크기 때문에 중심 별의 떨림 아주 미세하지만 별의 스펙트럼을 분석하면 도플러 효과에 의한 이동 정보를 알 수 있다. 나란히 놓인 경우에 쓸 수 있는 방법이지만, 도플러 효과를 응용하면 행성의 크기나 질량을 알 수 있는 장점이 있다.
최근 외계 행성 탐사에는 미세중력렌즈가 사용된다. 은하계 중심부에 위치한 천체의 중력으로 인해 뒤쪽 천체의 빛이 아주 미세하게 굴절되는 현상을 이용한다. 은하계에서 위치한 별이 행성을 가지고 있으면 행성의 중력이 추가적인 변화를 , 반응을 일으키는데,이를 통해 행성의 위치,존재 여부를 파악한다.

## 외계행성의 물리량
지금까지 조사에 따르면 우리 은하에는 태양과 비슷한 물리적 특성을 가진 별들이 아주 흔하고 태양계처럼 행성을 가진 별들도 상당할 것으로 추정된다. 또한 과학자들은 지구에서처럼 탄소 원자가 외계 생명체의 기본 구성 물질이라고 생각한다.탄소 원자는 다른 원자들과 쉽게 화학적으로 결합하는 성질이 있어 화합물을 만들 수 있다. 실제로 단백질의 기본구조인 아미노산은 운석이나 성간 기체에서도 흔히 발견된다. 하지만 여러 가지 과학적인 근거에도 불구하고 외계 생명체는 아직까지 존재할 가능성이 높다는 주장일 뿐, 실제로 외계 생명체를 발견하기 전까지는 어디까지나 추정에 불과하다. 현대의 과학 기술로는 태양계 밖에 존재하는 외계 행성들을 이제 막 찾아내기 시작한 단계에 불과하며, 그나마 발견된 외계 행성들도 거리가 너무 멀어 그 환경을 추정하거나 분석하여 생명체의 존재 가능성을 살펴보는 것 뿐이다. 그렇지 않으면 외계의 지적 생명체가 우리 지구로 보냈을지 모르는 신호를 받아서 확인하는 방법밖에 없다.

## 외계 지적생명체 탐사(SETI)
전파 망원경으로 외계인의 존재를 찾으려는 SETI 프로젝트가 진행 중이다. 화성, 유로파, 타이탄과 같은 태양계 안 천체에서 생명의 흔적을 찾는 일도 진행하고 있다. 외계인들이 이미 태양계를 방문하여 남겼을지도 모르는 흔적을 찾는 방법도 있다.
대표적인 것이 화성에서 살고 있는 것으로 추측했던 화성인이다. 19세기에 화성인의 존재 여부에 대해 의견이 많았는데, 그것은 화성의 사각형 모양의 자국을 발견했기 때문이다. 바이킹 탐사선이 화성에 있는 사람 얼굴 모양의 바위를 찍어 보내자 화성인 이야기가 있었는데, 좀 더 지나고 나서 바이킹보다 성능이 좋은 마스 글로벌 서베이어 탐사선이 같은 바위를 찍었다. 그러나 서베이어 호의 사진은 단순히 사람 모양 비슷하게 풍화된 평범한 바위에 불과했다. 하지만, 많은 양의 물과 메탄의 발견으로 한때 화성에 생명체가 존재했을 확률은 점차 높아지고 있다.
SETI 연구소의 천문학자 세스 쇼스탁(Seth Shostak)은 2010년 8월 BBC 뉴스에 출연해 “우리가 접하게 될 전파가 우리 같은 생명이 아니라 인공지능이 보낸 것일 가능성이 크다”라고 말하였다. 이는 전파 신호를 보내고 우주 여행을 하는 단계에 이른 문명은 인공 지능을 만들어낼 가능성이 크다는 생각에 따른 것이다. 또 대기원시보 등의 언론 보도에 따르면 세스 쇼스탁 박사는 학술대회에서 "드레이크 방정식의 계산에 따르면 우리는 25년 안에 외계인을 만날 것이며, 인류가 외계인과 교신에 성공해도 그들의 과학 수준이 너무 높아 신호를 이해하기 힘들 것."이라고 추측하였다.

## 여러 문화 속의 외계 생물

영화《E.T.》의 로고

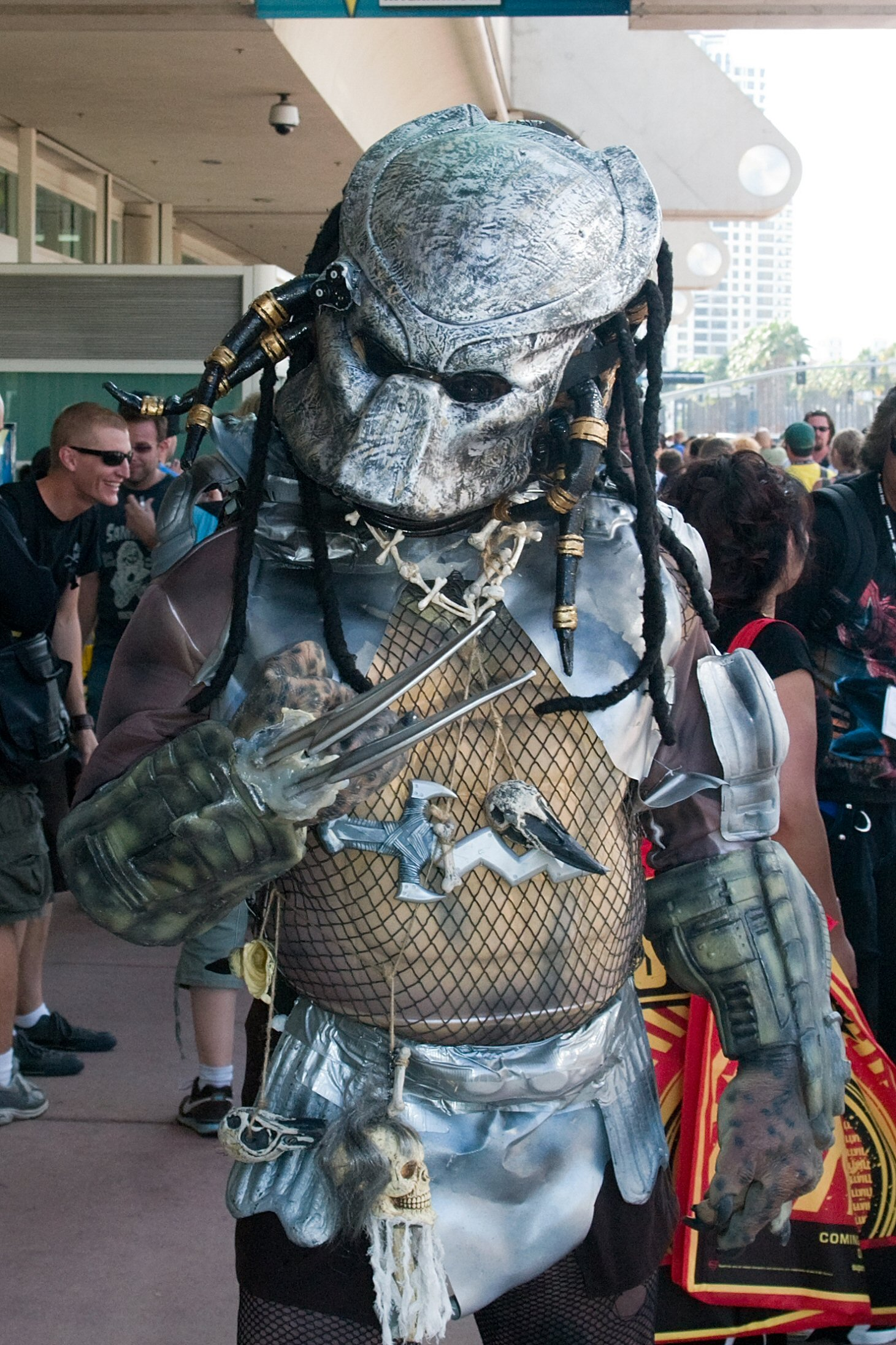
프레데터

### 문학
- 요하네스 케플러의 소설 《솜니움》(Somnium)에서 달의 주민이 묘사되었다.
- H. G. 웰즈의 소설 《우주 전쟁》(War of the World)에서 지구를 감시하고 침략하는 화성인이 묘사되었다.
- 타니가와 나가루의 라이트 노벨 《스즈미야 하루히의 우울》에서 전우주에 펼쳐진 정보의 바다에서 발생한 초고도의 지성을 가진 정보생명체가 등장한다.

### 만화
- 미국 DC 코믹스의 유명 만화 시리즈 《슈퍼맨》(Superman)의 주인공 칼엘(Kal-El)은 외계 행성 크립톤에서 지구로 온 생명체로서, 지구에서는 클락 조셉 켄트(Clark Joseph Kent)라는 지구인 이름과 슈퍼맨이라는 별칭을 동시에 지녔다.
- 개구리 중사 케로로에는 무척 다양한 외계인이 나온다. 성격은 대부분 인간과 같다.

### 영화
- 조지 루커스 감독의 《스타 워즈》(Star Wars) 시리즈에서는, 인간과 동등한 수준의, 공존하는 외계인이 묘사되었다.
- 스티븐 스필버그 감독의 《미지와의 조우》(Close Encounters of the Third Kind)에서는, 우호적이며, 지구인과의 교류를 원하는 외계인이 묘사되었다.
- 스티븐 스필버그 감독의 《E.T.》의 주인공인 외계 생물 E.T.는 어린이들과 친근한 이미지로 등장했다.
- 리들리 스콧 감독의 《에이리언》(Alien)에서는 인간에 기생하는 위협적인 존재로서의 외계 생물이 묘사된다. 다 자란 외계 생물들은 절지동물과 유사하게 생겼으며 단단한 껍질과 뾰족한 꼬리, 강산성 피 등으로 공격하였다.
- 《프레데터》(Predator) 시리즈의 외계 생명체는 거미류와 같은 얼굴 생김새이고, 직립보행한다. 고도의 문명과 과학 기술을 가지고 있으며, 호전적이다.
- 폴 버호벤 감독의 《스타쉽 트루퍼스》(Starship Troopers)의 외계 생명체는 곤충과 비슷하게 생겼다.
- 《맨 인 블랙》(Men in Black) 시리즈에는 코믹한 다양한 외계 생명체들이 등장한다.
- 팀 버튼 감독의 《화성 침공》(Mars Attack!)에서는 질소로 숨 쉬고 탄소로 이루어지고 뇌가 큰 외계인이 나오는데, 어떤 노래를 들으면 뇌가 터진다.
- 마이클 베이 감독의 《트랜스포머》(Transformer) 시리즈에는 자가 로봇 외계 생명체가 나온다.
- 《스파이더맨 3》(Spider-Man 3)에서는 검은 액체에다가 기생 유기체로 붙으면 악해지는 외계 생명체가 나온다. 지구 생명체의 몸에 들러붙어 기생하는데, 숙주가 된 생명체는 강력한 힘을 얻게 되지만 점차 정신이 분열된다. 이 외계 생명체는 종소리나 쇠울림과 같은 고주파를 극도로 싫어한다.
- 크리스 샌더스가 만든 월트 디즈니 컴패니의 《릴로 & 스티치》에서는 외계 생명체 스티치가 지구인 소녀 릴로와 함께 펼쳐지는 모험을 그리는데,이후 시리즈에서는 스티치 외의 여러 실험체들이 등장한다.
- 진 로덴버그 감독의 원작 스타트렉 드라마 시리즈와 영화에서는 인간과 동등한 수준의 공존하는 외계인종족이 1052개 이상 등장한다. 그 종족들 중에는 지구인과 다른 외계인들이 혐오하는 종족[the borg, 7482 spices]도 있으며, 인간과 동등한 수준의 지각과 정보능력은 있지만, 육체를 가지고 있지 않는 종족[the Q]도 존재한다. 이 스타트렉 드라마는 외계인들에 대한 지구인의 고정관념을 바꾸는데 큰 기여를 했고, 그로 인해서 많은 나라에서 외계인에 대해서 무조건적인 적개심을 가지게 되지는 않게되었다. 이후 천주교[가톨릭]쪽에서 외계인의 존재를 인정한다 라고 발표하는 사건을 만드는데 중요한 역할을 하였다.
- 롬 레터맨의 《몬스터 vs 에이리언》수잔이 결혼식 날에 운석이 떨어져 수잔이 몬스터들과 같이 갤럭사하고 싸우게 된다.

### 게임
- 《다크 콜로니》(Dark Colony)에는 그레이라는 외계 생명체가 등장하여, 인간과 전쟁을 한다.
- 《스타크래프트》(StarCraft)에는 프로토스[10]와 저그[11] 등의 외계 생명체가 등장한다.
- 《판타지스타 온라인》(Phantasy star online)에서는 비스트[12] 뉴먼[13] 캐실[14] 이 3개의 외계인 종족은 첫 만남 이후 100년간은 전쟁을 했지만, 이후 연합을 맺어 가디언즈라는 연합 경찰시스템으로 연결해서 공존하고 지낸다.

### 기타
- 화가 웨인 발로의 저서 엑스피디션에는 가상의 행성 다윈 IV의 생태계가 묘사되어 있다. 지구와는 달리, 다윈 IV의 동물들은 눈과 턱이 없으며, 초음파로 앞을 보고 혀와 소화액으로 먹이를 미리 소화시킨 후 섭취한다. 또한 식물들의 경우, 대부분이 갈색을 띠며 일부는 동물의 특징도 지닌다.
- 이와 비슷한 프로젝트로, 터키계 화가 Nemo ramjet은 스나이아드라는 이름의 가상 행성을 만들었다.[15] 이 행성의 '척추동물'들은 지구와는 달리 머리가 두 개이며, 눈과 '부리'가 있는 첫 번째 머리는 놀랍게도 생식기관의 역할을 한다. 먹이는 두 번째 머리로 먹으며 뇌는 가슴 속에 위치한다. 또 하나 특징적인 것은 이 '척추 동물'들이 지구의 절지동물들처럼 혈압으로 움직이는 근육으로 움직인다는 사실이다.

## 같이 보기
- SETI
- SETI@home
- 드레이크 방정식
- 글리제 581
- 51구역
- 미확인 비행 물체 (UFO)
- 근접조우
- 그레이 (외계인)
- 미스터리 서클
- 페르미 역설
- 컨택티(en:Contactee) - 외계생명을 조우한 적이 있는 사람을 지칭
- 아쉬타르 쉬란(en:Ashtar (extraterrestrial being))
- 조지 밴 태셀(en:George Van Tassel)
- 그레이트 필터(대여과기, 필터 가설)